# Paul Ahizi
Œuvres principales
- Une poignée de main (1985)

Compléments
- Cofondateur (avec Jean-Marie Adiaffi) de l'AECI

Paul Ahizi encore appelé Paul Adiapa Ahizi, né le 14 mars 1941 à Abidjan et décédé le 18 octobre 2015, à Abidjan, en Côte d'Ivoire, est un chercheur en agronomie et poète.

## Biographie
Paul Ahizi, né le 14 mars 1941, dans le quartier de Treichville, à Abidjan, en Côte d'Ivoire, est un chercheur en agronomie, spécialiste de la génétique du palmier à huile, et un poète.
Le 15 septembre 1985, il fonde l’Union des poètes et écrivains ivoiriens (UPEI). Cette organisation fusionne, l'année suivante, avec l’Association des poètes de Côte d’Ivoire (APOCI), pour former l'Association des écrivains de Côte d’Ivoire (AECI). Cofondateur avec Jean-Marie Adiaffi, de l'Association des écrivains de Côte d’Ivoire (AECI), il sera le premier président de cette association qu'il dirigera de 1987 à 1991.

## Œuvres
- 1985 : Une poignée de main, Poésie (CEDA, Abidjan) ;
- 2007 : Regards, visages et pensées d'Afrique, Poésie (Avec René Lecoustre, Paris), avec Flenn ;
- 2010 : Des paroles de Côte d’Ivoire pour Haïti, notre devoir de solidarité (Ceda/Nei), Collectif.